# Tweede Kamerverkiezingen 2002/Kandidatenlijst/SP
De kandidatenlijst voor de Tweede Kamerverkiezingen 2002 van de Nederlandse politieke partij SP was als volgt:

## De lijst
1. Jan Marijnissen
2. Agnes Kant
3. Harry van Bommel
4. Jan de Wit
5. Krista van Velzen
6. Piet de Ruiter
7. Ali Lazrak
8. Fenna Vergeer-Mudde
9. Arda Gerkens
10. Jolanda Gooiker
11. René Roovers
12. Ewout Irrgang
13. Rosita van Gijlswijk
14. Marcellino Bogers
15. Marianne Langkamp

## Regionale lijstduwers
De plaatsen 16 t/m 30 op de lijst waren per kieskring verschillend ingevuld.

### Groningen, Leeuwarden & Assen
1. Ronald Boorsma
2. Hennie Hemmes
3. Marijke van den Broek
4. Frans Baron
5. Irene Bulk
6. Geert Zondag
7. Hero Hofman
8. Corrie Sciacca-Noordhuis
9. Johan Saarloos
10. Haije de Wit
11. Marja Bos
12. Jacqueline Gabriël
13. Trix de Roos
14. Bob Ruers
15. Peter Verschuren

### Zwolle, Arnhem & Nijmegen
1. Harry Voss
2. Margriet Twisterling
3. Jan Burger
4. Hans de Boer
5. Mariska ten Heuw
6. Gerrie Elfrink
7. Hans van Hooft
8. Edith Lokate-Albers
9. Jacques Gerard
10. Anke Tiemens
11. Marisca van Ommen
12. Bob Ruers
13. Ineke Palm
14. Jacqueline Gabriël
15. Leida Koenders

### Lelystad & Utrecht
1. Paulus Jansen
2. Gidia Kap
3. Jan van Schaik
4. Alphons Verhoef
5. Jeannette de Jong
6. Meta Meijer
7. Harry Sangers
8. Ad Schiedon
9. Jeroen Groot
10. Nora Swagerman
11. Aly Vos
12. Ronald Boorsma
13. Jacqueline Gabriël
14. Trix de Roos
15. Leen de Vries

### Amsterdam, Haarlem & Den Helder
1. Pieter Elbers
2. Remine Albers-Oosterbaan
3. Jan van Schaik
4. Gidia Kap
5. Nora Swagerman
6. Jeroen Groot
7. Mienk Graatsma
8. Paulus, Jansen
9. Jeannette de Jong
10. Aly Vos
11. Carlien Boelhouwer
12. Jacqueline Gabriël
13. Ronald Boorsma
14. Trix de Roos
15. Marian de Vroomen

### 's-Gravenhage
1. Paul Jonas
2. Edith Kuitert
3. Theo Cornelissen
4. Ingrid Gyömörei
5. Paul Day
6. Henk Snellink
7. Mariolanda Gareman
8. Gerard Harmes
9. Helga Hijmans
10. Benham Taebi
11. Ineke Palm
12. Ronald Boorsma
13. Jacqueline Gabriël
14. Bob Ruers
15. Frans Moor

### Rotterdam
1. Theo Cornelissen
2. Edith Kuitert
3. Erik van der Burgh
4. Mariolande Gareman
5. Martin Kappers
6. Ingrid Gyömörei
7. Erik Meijer
8. Ineke Jager
9. Paul Day
10. Trix de Roos
11. Ineke Palm
12. Ronald Boorsma
13. Jacqueline Gabriël
14. Bob Ruers
15. Frans Moor

### Dordrecht
1. Theo Cornelissen
2. Ineke Jager
3. Erik van der Burgh
4. Edith Kuitert
5. Mariolande Gareman
6. Martin Kappers
7. Ingrid Gyömörei
8. Paul Day
9. Ineke Palm
10. Benham Taebi
11. Trix de Roos
12. Ronald Boorsma
13. Jacqueline Gabriël
14. Bob Ruers
15. Frans Moor

### Leiden
1. Paul Day
2. Mariolande Gareman
3. Gerard Harmes
4. Ineke Palm
5. Ron de Reuver
6. Ingrid Gyömörei
7. Paul Jonas
8. Edith Kuitert
9. Bart Vermeulen
10. Harre van der Nat
11. Trix de Roos
12. Ronald Boorsma
13. Jacqueline Gabriël
14. Bob Ruers
15. Frans Moor

### Middelburg
1. Trix de Roos
2. Paul Day
3. Ingrid Gyömörei
4. Hans Elzenga
5. Ineke Palm
6. Erik van der Burgh
7. Edith Kuitert
8. Kees de Roos
9. Ineke Jager
10. Koos Verspoor
11. Mariolande Gareman
12. Ronald Boorsma
13. Jacqueline Gabriël
14. Bob Ruers
15. Frans Moor

### Tilburg
1. Nico Heijmans
2. Johan Kwisthout
3. Tonie Wouters
4. Bernard Gerard
5. Hugo Polderman
6. Emile Roemer
7. Ger Klaus
8. Susan de Boer
9. Chris Verschuuren
10. Anneke de Bres
11. Spencer Zeegers
12. Ronald Boorsma
13. Jacqueline Gabriël
14. Bob Ruers
15. Tiny Kox

### 's-Hertogenbosch
1. Nico Heijmans
2. Johan Kwisthout
3. Tonie Wouters
4. Bernard Gerard
5. Emile Roemer
6. Ger Klaus
7. Hugo Polderman
8. Susan de Boer
9. Willem van Meurs
10. Anneke de Bres
11. Spencer Zeegers
12. Ronald Boorsma
13. Jacqueline Gabriël
14. Bob Ruers
15. Tiny Kox

### Maastricht
1. Peter van Zutphen
2. Jacqueline Gabriël
3. Klaas Overdijk
4. Paul Geurts
5. Jeanny Berg
6. Jef Kleijnen
7. Anton van Geel
8. Piet Brauer
9. Paul Lempens
10. Math Souren
11. John Kuijpers
12. Ronald Boorsma
13. Bon Ruers
14. Trix de Roos
15. Frans Schaaf

PvdA · VVD · CDA · D66 · GroenLinks · SP · SGP · VSP · NMP · PvdT · VIP & Ouderenunie · ChristenUnie · Duurzaam Nederland · Leefbaar Nederland · LPF · Republikeinse Volkspartij
1977 · 1981 · 1982 · 1986 · 1989 · 1994 · 1998 · 2002 · 2003 · 2006 · 2010 · 2012 · 2017 · 2021 · 2023